# Holorusia nudicaudata
Holorusia nudicaudata är en tvåvingeart som först beskrevs av Edwards 1932.  Holorusia nudicaudata ingår i släktet Holorusia och familjen storharkrankar. Inga underarter finns listade i Catalogue of Life.